# Ямайка на летних Олимпийских играх 2012
Ямайка принимала участие в летних Олимпийских играх 2012 года, которые проходили в Лондоне (Великобритания) с 27 июля по 12 августа, где её представляли 50 спортсменов в четырёх видах спорта. На церемонии открытия Олимпийских игр флаг Ямайки нёс знаменитый бегун Усэйн Болт, а на церемонии закрытия — бронзовый призёр Олимпийских игр в Лондоне Хансл Парчмент.
Летние Олимпийские игры 2012 для Ямайки стали успешными летними играми — впервые было завоёвано 12 олимпийских медалей: 4 золотые, 4 серебряные и 4 бронзовые медали. Все медали были завоёваны в лёгкой атлетики. В неофициальном медальном зачёте Ямайка заняла 18-е место. «Живая легенда» Усэйн Болт завоевал три золотые медали на этих Играх и довёл своё количество высших олимпийских наград до шести.

## Медали
| Золото  | |                                                          |            |
| №       | Спортсмены | Вид спорта (дисциплина)                                  | Дата       |
| 1       | Шелли-Энн Фрейзер-Прайс                                                                                             | Лёгкая атлетика (женщины, бег на 100 метров)             | 4 августа  |
| 2       | Усэйн Болт | Лёгкая атлетика (мужчины, бег на 100 метров)             | 5 августа  |
| 3       | Усэйн Болт | Лёгкая атлетика (мужчины, бег на 200 метров)             | 9 августа  |
| 4       | Йохан Блэйк Усэйн Болт Кемар Бэйли-Коул Неста Картер Майкл Фрэйтер                                                  | Лёгкая атлетика (мужчины, эстафета 4×100 метров)         | 11 августа |
| Серебро | |                                                          |            |
| №       | Спортсмены | Вид спорта (дисциплина)                                  | Дата       |
| 1       | Йохан Блэйк | Лёгкая атлетика (мужчины, бег на 100 метров)             | 5 августа  |
| 2       | Шелли-Энн Фрейзер-Прайс                                                                                             | Лёгкая атлетика (женщины, бег на 200 метров)             | 8 августа  |
| 3       | Йохан Блэйк | Лёгкая атлетика (мужчины, бег на 200 метров)             | 9 августа  |
| 4       | Саманта Генри-Робинсон Скиллони Калверт Вероника Кэмпбелл-Браун Шерон Симпсон Керрон Стюарт Шелли-Энн Фрейзер-Прайс | Лёгкая атлетика (женщины, эстафета 4×100 метров)         | 10 августа |
| Бронза  | |                                                          |            |
| №       | Спортсмены | Вид спорта (дисциплина)                                  | Дата       |
| 1       | Вероника Кэмпбелл-Браун                                                                                             | Лёгкая атлетика (женщины, бег на 100 метров)             | 4 августа  |
| 2       | Хансл Парчмент | Лёгкая атлетика (мужчины, бег на 110 метров с барьерами) | 8 августа  |
| 3       | Уоррен Уир | Лёгкая атлетика (мужчины, бег на 200 метров)             | 9 августа  |
| 4       | Розмари Вайт Кристин Дэй Шерифа Ллойд Шерика Уильямс Новлен Уильямс-Миллс                                           | Лёгкая атлетика (женщины, эстафета 4×400 метров)         | 11 августа |

| Медали по полу | Медали по полу | Медали по полу | Медали по полу | Медали по полу |
| -------------- | -------------- | -------------- | -------------- | -------------- |
| Пол            | 1              | 2              | 3              | Итого          |
| Мужчины        | 3              | 2              | 2              | 7              |
| Женщины        | 1              | 2              | 2              | 5              |
| Всего          | 4              | 4              | 4              | 12             |

## Состав и результаты

### Конный спорт
Троеборье
| Соревнование              | Спортсмены                            | Манежная езда | Манежная езда | Кросс     | Кросс  | Кросс | Конкур       | Конкур       | Конкур       | Конкур                | Конкур                | Конкур                | Всего     | Всего |
| Соревнование              | Спортсмены                            | Манежная езда | Манежная езда | Кросс     | Кросс  | Кросс | Квалификация | Квалификация | Квалификация | Финал                 | Финал                 | Финал                 | Всего     | Всего |
| Соревнование              | Спортсмены                            | Результат     | Место         | Результат | Всего  | Место | Результат    | Всего        | Место        | Результат             | Всего                 | Место                 | Результат | Место |
| ------------------------- | ------------------------------------- | ------------- | ------------- | --------- | ------ | ----- | ------------ | ------------ | ------------ | --------------------- | --------------------- | --------------------- | --------- | ----- |
| Индивидуальное первенство | Саманта Альберт Лошадь — Carraig Dubh | 67,20         | 69            | 54,00     | 121,20 | 59    | 21,00        | 142,20       | 51           | Завершила выступление | Завершила выступление | Завершила выступление | 142,20    | 51    |

### Лёгкая атлетика
Мужчины
Беговые виды
| Соревнование           | Спортсмены                                                         | Отборочный раунд | Отборочный раунд | Отборочный раунд | Четвертьфинал | Четвертьфинал | Четвертьфинал | Полуфинал            | Полуфинал            | Полуфинал            | Финал                 | Финал                 |                      |
| Соревнование           | Спортсмены                                                         | Забег            | Результат        | Место            | Забег         | Результат     | Место         | Забег                | Результат            | Место                | Результат             | Место                 |                      |
| ---------------------- | ------------------------------------------------------------------ | ---------------- | ---------------- | ---------------- | ------------- | ------------- | ------------- | -------------------- | -------------------- | -------------------- | --------------------- | --------------------- | -------------------- |
| 100 метров             | Усэйн Болт                                                         | Не участвовал    | Не участвовал    | Не участвовал    | 4             | 10,09         | 1 Q           | 2                    | 9,87                 | 1 Q                  | 9,63 (OR)             | 1                     |                      |
| 100 метров             | Йохан Блэйк                                                        | Не участвовал    | Не участвовал    | Не участвовал    | 6             | 10,00         | 1 Q           | 3                    | 9,85                 | 1 Q                  | 9,75                  | 2                     |                      |
| 100 метров             | Асафа Пауэлл                                                       | Не участвовал    | Не участвовал    | Не участвовал    | 5             | 10,04         | 1 Q           | 1                    | 9,94                 | 3 LL                 | 11,99                 | 8                     |                      |
| 200 метров             | Усэйн Болт                                                         | 1                | 20,39            | 1 Q              | Не проводится | Не проводится | Не проводится | 2                    | 20,18                | 1 Q                  | 19,32                 | 1                     |                      |
| 200 метров             | Йохан Блэйк                                                        | 4                | 20,38            | 1 Q              | Не проводится | Не проводится | Не проводится | 1                    | 20,01                | 1 Q                  | 19,44                 | 2                     |                      |
| 200 метров             | Уоррен Уир                                                         | 5                | 20,29            | 1 Q              | Не проводится | Не проводится | Не проводится | 3                    | 20,28                | 2 Q                  | 19,84                 | 3                     |                      |
| 400 метров             | Дэйн Хайатт                                                        | 3                | 45,14            | 4 LL             | Не проводится | Не проводится | Не проводится | 3                    | 45,59                | 6                    | Завершил выступление  | Завершил выступление  | Завершил выступление |
| 400 метров             | Рушин Макдональд                                                   | 1                | 46,67            | 4                | Не проводится | Не проводится | Не проводится | Завершил выступление | Завершил выступление | Завершил выступление | Завершил выступление  | Завершил выступление  |                      |
| 400 метров             | Жермейн Гонзалес                                                   | 4                | 46,21            | 6                | Не проводится | Не проводится | Не проводится | Завершил выступление | Завершил выступление | Завершил выступление | Завершил выступление  | Завершил выступление  |                      |
| 110 метров с барьерами | Хансл Парчмент                                                     | 3                | 13,32            | 2 Q              | Не проводится | Не проводится | Не проводится | 3                    | 13,14                | 2 Q                  | 13,12                 | 3                     |                      |
| 110 метров с барьерами | Ричард Филлипс                                                     | 5                | 13,47            | 5 LL             | Не проводится | Не проводится | Не проводится | 2                    | DNF                  | DNF                  | Завершил выступление  | Завершил выступление  |                      |
| 110 метров с барьерами | Эндрю Райли                                                        | 2                | 13,59            | 5                | Не проводится | Не проводится | Не проводится | Завершил выступление | Завершил выступление | Завершил выступление | Завершил выступление  | Завершил выступление  |                      |
| 400 метров с барьерами | Лефорд Грин                                                        | 2                | 49,30            | 2 Q              | Не проводится | Не проводится | Не проводится | 3                    | 48.61                | 2 Q                  | 49,12                 | 7                     |                      |
| 400 метров с барьерами | Роксрой Като                                                       | 5                | 50,22            | 5                | Не проводится | Не проводится | Не проводится | Завершил выступление | Завершил выступление | Завершил выступление | Завершил выступление  | Завершил выступление  |                      |
| 400 метров с барьерами | Джозеф Робертсон                                                   | 6                | 49,98            | 5                | Не проводится | Не проводится | Не проводится | Завершил выступление | Завершил выступление | Завершил выступление | Завершил выступление  | Завершил выступление  | Завершил выступление |
| Эстафета 4×100 метров  | Йохан Блэйк Усэйн Болт Кемар Бэйли-Коул Неста Картер Майкл Фрэйтер | 1                | 37,39            | 1 Q              | Не проводится | Не проводится | Не проводится | Не проводится        | Не проводится        | Не проводится        | 36,84 (WR)            | 1                     |                      |
| Эстафета 4×400 метров  | Жермейн Гонзалес Эррол Нолан Дэйн Хайатт Райкер Хилтон             | 2                | DNF              | DNF              | Не проводится | Не проводится | Не проводится | Не проводится        | Не проводится        | Не проводится        | Завершили выступление | Завершили выступление |                      |

Технические виды
| Соревнование   | Спортсмены     | Квалификация | Квалификация | Финал                | Финал                |
| Соревнование   | Спортсмены     | Результат    | Место        | Результат            | Место                |
| -------------- | -------------- | ------------ | ------------ | -------------------- | -------------------- |
| Прыжки в длину | Дамар Форбс    | 7,79         | 19           | Завершил выступление | Завершил выступление |
| Метание диска  | Трэвис Смикл   | 61,85        | 20           | Завершил выступление | Завершил выступление |
| Метание диска  | Джейсон Морган | 57,46        | 39           | Завершил выступление | Завершил выступление |
| Толкание ядра  | Дориан Скотт   | 20,31        | 11 q         | 20,61                | 10                   |

Женщины
Беговые виды
| Соревнование                | Спортсмены | Отборочный раунд | Отборочный раунд | Отборочный раунд | Четвертьфинал | Четвертьфинал | Четвертьфинал | Полуфинал             | Полуфинал             | Полуфинал             | Финал                 | Финал                 |
| Соревнование                | Спортсмены | Забег            | Результат        | Место            | Забег         | Результат     | Место         | Забег                 | Результат             | Место                 | Результат             | Место                 |
| --------------------------- | --- | ---------------- | ---------------- | ---------------- | ------------- | ------------- | ------------- | --------------------- | --------------------- | --------------------- | --------------------- | --------------------- |
| 100 метров                  | Шелли-Энн Фрейзер-Прайс                                                                                             | Не участвовала   | Не участвовала   | Не участвовала   | 6             | 11,00         | 1 Q           | 2                     | 10,85                 | 1 Q                   | 10,75                 | 1                     |
| 100 метров                  | Вероника Кэмпбелл-Браун                                                                                             | Не участвовала   | Не участвовала   | Не участвовала   | 3             | 10,94         | 1 Q           | 1                     | 10,89                 | 2 Q                   | 10,81                 | 3                     |
| 100 метров                  | Керрон Стюарт | Не участвовала   | Не участвовала   | Не участвовала   | 7             | 11,08         | 3 Q           | 3                     | 11,04                 | 4                     | Завершила выступление | Завершила выступление |
| 200 метров                  | Шелли-Энн Фрейзер-Прайс                                                                                             | 6                | 22,71            | 1 Q              | Не проводится | Не проводится | Не проводится | 3                     | 22,34                 | 2 Q                   | 22,09                 | 2                     |
| 200 метров                  | Вероника Кэмпбелл-Браун                                                                                             | 5                | 22,75            | 3 Q              | Не проводится | Не проводится | Не проводится | 1                     | 22,32                 | 1 Q                   | 22,38                 | 4                     |
| 200 метров                  | Шерон Симпсон | 3                | 22,97            | 3 Q              | Не проводится | Не проводится | Не проводится | 2                     | 22,71                 | 6                     | Завершила выступление | Завершила выступление |
| 400 метров                  | Новлен Уильямс-Миллс                                                                                                | 6                | 50,88            | 1 Q              | Не проводится | Не проводится | Не проводится | 3                     | 49,91                 | 3 LL                  | 50,11                 | 5                     |
| 400 метров                  | Розмари Вайт | 3                | 50,90            | 2 Q              | Не проводится | Не проводится | Не проводится | 1                     | 50,98                 | 3 LL                  | 50,79                 | 8                     |
| 400 метров                  | Кристин Дэй | 2                | 51,05            | 2 Q              | Не проводится | Не проводится | Не проводится | 2                     | 51,19                 | 4                     | Завершила выступление | Завершила выступление |
| 800 метров                  | Кения Синклер | 3                | DNS              | DNS              | Не проводится | Не проводится | Не проводится | Завершила выступление | Завершила выступление | Завершила выступление | Завершила выступление | Завершила выступление |
| 100 метров с барьерами      | Шермейн Уильямс | 3                | 13,07            | 5 LL             | Не проводится | Не проводится | Не проводится | 1                     | 12,73                 | 3                     | Завершила выступление | Завершила выступление |
| 100 метров с барьерами      | Бриджит Фостер-Хилтон                                                                                               | 6                | 13,98            | 7                | Не проводится | Не проводится | Не проводится | Завершила выступление | Завершила выступление | Завершила выступление | Завершила выступление | Завершила выступление |
| 100 метров с барьерами      | Латойя Гривз | 2                | DNS              | DNS              | Не проводится | Не проводится | Не проводится | Завершила выступление | Завершила выступление | Завершила выступление | Завершила выступление | Завершила выступление |
| 400 метров с барьерами      | Калиса Спенсер | 2                | 54,02            | 2 Q              | Не проводится | Не проводится | Не проводится | 2                     | 54,20                 | 2 Q                   | 53,66                 | 4                     |
| 400 метров с барьерами      | Никиша Уилсон | 4                | 55,53            | 2 Q              | Не проводится | Не проводится | Не проводится | 1                     | 55,77                 | 5                     | Завершила выступление | Завершила выступление |
| 400 метров с барьерами      | Мелани Уокер | 5                | 54,78            | 2 Q              | Не проводится | Не проводится | Не проводится | 3                     | 55,74                 | 6                     | Завершила выступление | Завершила выступление |
| 3000 метров с препятствиями | Корен Хиндс | 1                | 9:37,25          | 10               | Не проводится | Не проводится | Не проводится | Не проводится         | Не проводится         | Не проводится         | Завершила выступление | Завершила выступление |
| Эстафета 4×100 метров       | Саманта Генри-Робинсон Скиллони Калверт Вероника Кэмпбелл-Браун Шерон Симпсон Керрон Стюарт Шелли-Энн Фрейзер-Прайс | 2                | 42,37            | 2 Q              | Не проводится | Не проводится | Не проводится | Не проводится         | Не проводится         | Не проводится         | 41,41 (NR)            | 2                     |
| Эстафета 4×400 метров       | Розмари Вайт Кристин Дэй Шерифа Ллойд Шерика Уильямс Новлен Уильямс-Миллс                                           | 1                | 3:25,13          | 1 Q              | Не проводится | Не проводится | Не проводится | Не проводится         | Не проводится         | Не проводится         | 3:20,95               | 3                     |

Технические виды
| Соревнование   | Спортсмены       | Квалификация | Квалификация | Финал                 | Финал                 |
| Соревнование   | Спортсмены       | Результат    | Место        | Результат             | Место                 |
| -------------- | ---------------- | ------------ | ------------ | --------------------- | --------------------- |
| Тройной прыжок | Кимберли Уильямс | 14,53        | 2 Q          | 14,48                 | 6                     |
| Тройной прыжок | Тресия Смит      | 14,31        | 7 q          | 14,35                 | 7                     |
| Метание диска  | Элиссон Рэндолл  | 58,06        | 29           | Завершила выступление | Завершила выступление |

### Плавание
Женщины
| Соревнование             | Спортсмены    | Отборочный раунд | Отборочный раунд | Полуфинал             | Полуфинал             | Финал                 | Финал                 |                       |
| Соревнование             | Спортсмены    | Результат        | Место            | Результат             | Место                 | Результат             | Место                 |                       |
| ------------------------ | ------------- | ---------------- | ---------------- | --------------------- | --------------------- | --------------------- | --------------------- | --------------------- |
| 50 метров вольным стилем | Алия Аткинсон | 25,98            | 37               | Завершила выступление | Завершила выступление | Завершила выступление | Завершила выступление | Завершила выступление |
| 100 метров брассом       | Алия Аткинсон | 1:07,39          | 10 Q             | 1:07,48 1:06,79       | 8 LL                  | 1:06,93               | 4                     |                       |
| 200 метров брассом       | Алия Аткинсон | 2:28,77          | 27               | Завершила выступление | Завершила выступление | Завершила выступление | Завершила выступление | Завершила выступление |

### Тхэквондо
Мужчины
| Соревнование | Спортсмены     | 1/8 финала         | Четвертьфинал        | Полуфинал            | Утешительный раунд   | Утешительный раунд   | Финал                | Место |
| Соревнование | Спортсмены     | 1/8 финала         | Четвертьфинал        | Полуфинал            | Первый раунд         | Бой за 3-е место     | Финал                | Место |
| Соревнование | Спортсмены     | Соперник Результат | Соперник Результат   | Соперник Результат   | Соперник Результат   | Соперник Результат   | Соперник Результат   | Место |
| ------------ | -------------- | ------------------ | -------------------- | -------------------- | -------------------- | -------------------- | -------------------- | ----- |
| свыше 80 кг  | Кеннет Эдвардс | CHNЛю Сяобо П 4:6  | Завершил выступление | Завершил выступление | Завершил выступление | Завершил выступление | Завершил выступление | 11    |